# Лазар Нанчев
Лазар Нанчев е български архитект, доайен сред българските архитекти, работил основно в Пловдив.

## Биография
Роден е в град Прилеп, тогава в Османската империя. Завършва политехника в Прага.
Установява се в Пловдив, където е автор на много знакови сгради. В 1926 година започва строежът на сградата на Търговската гимназия в Пловдив по проект на архитект Нанчев в съавторство с архитект Димитър Попов. Творби на Нанчев има и в пловдивските квартали Капана и Кършияка.
Дъщеря на Лазар Нанчев e една от първите пловдивски архитектки Надежда Нанчева.